# Palazzo della Camera di commercio (Bergamo)
Il palazzo della Camera di Commercio è un edificio di Bergamo, si trova su largo Bortolo Belotti al civico numero 16, ed è stato realizzato nei primi anni del XX secolo inserito nel grande progetto di Marcello Piacentini e di Fermo Taragni, per la sede dei palazzi amministrativi e commerciali cittadini compreso il palazzo che ospitava la Camera di commercio, industria, artigianato e agricoltura, progetto che fu affidato all'ingegnere bergamasco Luigi Angelini

## Storia
La storia della “Camera Primaria di commercio” di Bergamo ebbe inizio il 26 agosto 1802 diventando il 27 giugno 1811 la “Camera di commercio arte e manifatture” con decreto legislativo del viceré d'Italia, Eugenio di Beauharnais. Con l'Unità d'Italia, fu pubblicato il 5 ottobre 1862 Regio Decreto n. 872, il regolamento delle Camere di commercio come enti da rivedere, tra queste anche quella di Bergamo.
I palazzi amministrativi e giudiziari che si trovavano nella parte alta della città di Bergamo, risultavano essere inaccessibili con il nuovo sviluppo urbano, e per questo iniziò il grande progetto, a opera dell'amministrazione comunale, che portò alla creazione di nuovi spazi, e di nuovi palazzi. La sede della Camera di commercio si trovava in via Tasso già dal 1854, ma non risultava essere funzionale considerata l'importante attività sia industriale, estrattiva mineraria, artigianale e commerciale del territorio.
Il nuovo palazzo destinato alla camera di commercio, fu inserito nel “lotto E” del progetto del romano Marcello Piacentini venendo inaugurato insieme al palazzo di Giustizia il 1º novembre 1925 con la visita del re Vittorio Emanuele III di Savoia.
Il comitato della Camera di commercio nel 1921 approvò la creazione di un nuovo palazzo quale sede, identificando tra i luoghi e i palazzi che compongono il centro piacentiniano affidando il progetto a Luigi Angelini, che era stato anche allievo a Roma del Piacentini, che realizzò secondo quanto indicato nel progetto piacentiiano. I lavori iniziarono nel maggio 1923, con l'autorizzazione del comune di Bergamo, a realizzare il progetto entro i cinque anni, ma il palazzo fu ufficialmente terminarono già nel 1925.

## Descrizione
Il palazzo ha la forma di parallelepipedo quadrangolare con due ingressi, di cui uno si affaccia per la facciata a sud su piazza Dante, dove è presente un balconcino con basi in marmo e in stile cinquecentesco superato da un grande bassorilievo opera marmorea di Edoardo Cattaneo, superata da una parte che ospita la scritta Palazzo provinciale della Economia, mentre quella a nord su largo Bortolo Belotti. Una corte porticata interna collega i vari spazi e saloni interni. Le facciate presentato uno zoccolo in bugnato in ceppo di Poltragno che proseguono poi nei cantonali. Luigi Angelini curò i lavori del palazzo fin nei minimi dettagli, scegliendo il marmo delle pavimentazioni e gli stucchi ornamentali dei diversi saloni, ma anche i corrimano delle scale, e i capitelli delle colonne facendo del palazzo uno dei beni artistici cittadini.
Se tutte le finestre esterne si presentano a forma rettangolare, con contorni in bugnato, contrariamente quelle interne, che si affacciato sul cortile, sono centinate e di grandi dimensioni. All'interno oltre agli uffici amministrativi vi sono la grande sala del Mosaico che ospita un grande mosaico raffigurante arte e mestieri, la sala del Consiglio che ospita una grande opera in bronzo e che è adibita a riunioni, conferenze stampa, assemblee, tavole rotonde, la sala delle Tarsie di piccole dimensioni atta a ospitale piccoli incontri che ospita sui due lati due grandi tarsie lignee, nonché la sala delle lunette affreschi raffiguranti le parti più caratteristiche della bergamasca e delle sue valli, la piccola saletta verde ospita i ritratti dei bergamaschi più illustri che hanno contribuito alla storia e all'economia cittadina.